# 2015年朝鮮民主主義人民共和國地方選舉
朝鮮民主主義人民共和國的第21屆地方選舉於2015年7月19日舉行，以決出28,452個道，市或郡，縣，區級的人大代表誰屬。
報導稱本次選舉的投票率為99.97%。

## 資料來源
1. ↑  "North Korea’s local elections coming in July" （页面存档备份，存于） NK News 2015 06 09
2. ↑  . Korean Central News Agency, Pyongyang, in English. 21 July 2015.